# Christopher Lee
Sir Christopher Frank Carandini Lee Kt., CBE, CStJ (Londres, 27 de maio de 1922 — Londres, 7 de junho de 2015) foi um ator, cantor e militar britânico. Em uma carreira de mais de sessenta anos, Lee ficou conhecido como um ator com uma voz profunda e dominante que muitas vezes interpretou vilões em filmes de terror e franquia.

## Biografia
Antes de sua carreira de ator, Lee serviu na Força Aérea Real como oficial de inteligência, ligado ao Esquadrão N.º 260 da RAF durante a Segunda Guerra Mundial como oficial de ligação para o Executivo de Operações Especiais. Aposentou-se da RAF em 1946 com o posto de tenente de voo. Lee também cantou, gravou ópera e peças musicais entre 1986 e 1998, e trabalhou com várias bandas de heavy metal; ele apareceu nos álbuns Charlemagne: By the Sword and the Cross (2010) e Charlemagne: The Omens of Death (2013).
Lee ganhou notoriedade por interpretar o Conde Drácula em sete filmes de terror da Hammer. Seus outros papéis no cinema incluem Francisco Scaramanga no filme de James Bond The Man with the Golden Gun  (1974), Conde Dooku em três filmes de Star Wars (2002-2008), e Saruman em ambos os filmes trilogia O Senhor dos Anéis (2001-2003) e O Hobbit (2012-2014). Ele frequentemente apareceu ao lado de seu amigo Peter Cushing em filmes de terror, e no final de sua carreira teve papéis em cinco filmes de Tim Burton, incluindo Sleepy Hollow (1999), Corpse Bride (2005), Charlie and the Chocolate Factory (2005), Alice no País das Maravilhas (2010) e Dark Shadows (2012). Outros papéis notáveis de Lee incluem The Curse of Frankenstein (1957), Dracula (1958), A Tale of Two Cities (1958), The Wicker Man (1973), Gremlins 2: The New Batch (1990), Jinnah (1998), Glorious 39 (2009), e Hugo (2011).
Era casado com a ex-atriz e modelo dinamarquesa Gitte Lee, com quem teve uma filha, chamada Christina Erika Lee. Morreu no dia 7 de junho de 2015, aos 93 anos de idade no hospital Chelsea, em Westminster, em Londres, onde estava internado por problemas de insuficiência cardíaca e respiratória.

## Filmografia selecionada
- The Battle of the River Plate (1956)
- The Curse of Frankenstein (1957)
- Dracula (1958)
- The Mummy (1959)
- The Hound of the Baskervilles (1959)
- The Gorgon (1964)
- The Face of Fu Manchu (1965)
- Dr Terror's House of Horrors (1965)
- Dracula: Prince of Darkness (1966)
- The Devil Rides Out (1968)
- Dracula Has Risen from the Grave (1968)
- Um Beatle no Paraíso (1969) (participação)
- Scars of Dracula (1970)
- The Private Life of Sherlock Holmes (1970)
- Taste the Blood of Dracula (1970)
- Dracula AD 1972 (1972)
- Horror Express (1973)
- Death Line (1973)
- The Wicker Man (1973)
- The Three Musketeers (1973)
- The Four Musketeers (1974)
- The Man with the Golden Gun (1974)
- The Satanic Rites of Dracula (1974)
- To the Devil…a Daughter (1976)
- End of the World (1977)
- Circle of Iron (1978)
- Airport'77 (1977)
- Return from Witch Mountain (1978)
- Capitain America 2 (1979)
- 1941 (1979)
- Once Upon a Spy (1980)
- House of the Long Shadows (1983)
- Safari 3000 (1982)
- Shaka Zulu (1987)
- Around the World in Eighty Days (1988)
- Gremlins 2: The New Batch (1990)
- Curse III: Blood Sacrifice (1991)
- Police Academy: Mission to Moscow (1994)
- Moisés (1995)
- A Feast at Midnight (1995)
- Soul Music (1996) (Voz)
- Wyrd Sisters (1996) (Voz)
- The Stupids (1996)
- Sleepy Hollow (1999)
- Jinnah (2000)
- The Lord of the Rings: The Fellowship of the Ring (2001)
- The Lord of the Rings: The Two Towers (2002)
- Star Wars Episode II: Attack of the Clones (2002)
- The Lord of the Rings: The Return of the King (versão estendida somente) (2003)
- Les Rivières pourpres 2 - Les anges de l'apocalypse (2004)
- Star Wars Episode III: Revenge of the Sith (2005)
- Charlie and the Chocolate Factory (2005)
- Corpse Bride (2005)
- Pope John Paul II (2005)
- The Golden Compass (2008)
- Star Wars: The Clone Wars (voz) (2008)
- Triage (2009) (br: Testemunhas de uma Guerra)
- Alice in Wonderland (2010)
- Season of the Witch (2010)
- The Resident (2010)
- Burke and Hare (2010)
- The Wicker Tree	(2011)
- Hugo (2011)
- The Guardians of Childhood (2012)
- Dark Shadows (2012)
- The Hobbit: An Unexpected Journey (2012)
- Night Train to Lisbon (2012)
- The Hobbit: The Desolation of Smaug (2013)
- The Hobbit: The Battle of the Five Armies (2014)
- Angels in Notting Hill (2016)
- The Hunting of the Snark (2017)

## Dublagem de jogos eletrônicos
Lee dublou 16 jogos eletrônicos para consoles, PC e portáteis ao longo da sua carreira:
| Título                                                                        | Ano  | Personagem                       |
| ----------------------------------------------------------------------------- | ---- | -------------------------------- |
| Ghosts                                                                        | 1994 | Dr. Marcus Grimalkin / Ele Mesmo |
| The Rocky Interactive Horror Show                                             | 1999 | Narrador                         |
| Conquest: Frontier Wars                                                       | 2001 | Anvil                            |
| Kingdom Hearts                                                                | 2002 | DiZ/Ansem the Wise               |
| Freelancer                                                                    | 2003 | Desconhecido                     |
| GoldenEye: Rogue Agent                                                        | 2004 | Francisco Scaramanga             |
| The Lord of the Rings: The Return of the King                                 | 2004 | Saruman                          |
| The Lord of The Rings: The Third Age                                          | 2004 | Saruman                          |
| The Lord of the Rings: The Battle for Middle Earth                            | 2004 | Saruman                          |
| EverQuest II                                                                  | 2004 | Lucan D'Lere                     |
| Kingdom Hearts II                                                             | 2005 | DiZ/Ansem the Wise               |
| The Lord of the Rings: The Battle for Middle Earth II: Rise of the Witch-King | 2006 | Saruman                          |
| Kingdom Hearts II Final Mix                                                   | 2007 | DiZ/Ansem the Wise               |
| Kingdom Hearts 358/2 Days                                                     | 2009 | DiZ/Ansem the Wise               |
| Lego The Hobbit                                                               | 2014 | Saruman                          |
| Deus Ex Machina 2                                                             | 2015 | Ser Supremo/Narrador             |

Ao contrário do que muitos acreditam, Lee não dublou Lei Shen em World of Warcraft: Mists of Pandaria, o personagem foi dublado por Paul Nakauchi

## Livros
- Christopher Lee's X Certificate, Londres: Star Books, 1975. Reimpressão em capa dura, Christopher Lee's 'X' Certificate editado por Christopher Lee e Michel Parry, Londres: W. H. Allen, 1976. EUA renomeado reimpressão em brochura como From the Archives of Evil, New York: Warner Books, 1976.
- Christopher Lee's Archives of Evil, Londres: Mayflower paperback, 1975. Reimpressão em capa dura como Archives of Evil apresentada por Christopher Lee e Michel Parry. Londres: W. H. Allen, 1977. Reimpressão renomeada nos EUA em brochura como From the Archives of Evil 2, New York: Warner Books, 1976.
- Christopher Lee's Omnibus of Evil, Londres: Mayflower paperback, 1975; reimpressão 1980). Reedição de capa dura renomeada como The Great Villains: An Omnibus of Evil, apresentada por Christopher Lee e Michel Parry. Londres: W. H. Allen, 1978.

Nota: Lee foi 'editor-fantasma' na série acima, que foi editada pelo antropólogo Michel Parry.
- Tall, Dark and Gruesome. (autobiografia) Londres: W. H. Allen, 1977. Edição expandida renomeada como Lord of Misrule: The Autobiography of Christopher Lee. Londres: Orion Books, 2003, com introdução de Peter Jackson.

## Audiolivros
- William Peter Blatty: The Exorcist (resumido)
- Agatha Christie: The Hound of Death and Other Stories (não resumido)
- Sir Arthur Conan Doyle: The Adventure of the Lion's Mane and Other Stories (contos completos)
- Sir Arthur Conan Doyle: The Adventure of the Sussex Vampire and Other Stories (contos completos)
- Sir Arthur Conan Doyle: The Case-Book of Sherlock Holmes (contos completos)
- Sir Arthur Conan Doyle: The Valley of Fear (resumido)
- James Herbert: The Fog (resumido)
- Victor Hugo: The Hunchback of Notre Dame (resumido)
- Gaston Leroux: The Phantom of the Opera (resumido)
- Sir Walter Scott: Ivanhoe (resumido)
- Mary Shelley: Frankenstein (resumido)
- Robert Louis Stevenson: Strange Case of Dr Jekyll and Mr Hyde (resumido)
- Bram Stoker: Dracula (resumido)
- J. R. R. Tolkien: The Children of Húrin (não resumido)
- Dennis Wheatley: The Devil Rides Out (não resumido)
- Dennis Wheatley: Strange Conflict (não resumido)

## Discografia

#### Álbuns
- Christopher Lee Sings Devils, Rogues & Other Villains (1998)
- Revelation (2006)
- Charlemagne: By the Sword and the Cross (2010)[6]
- Charlemagne: The Omens of Death (2013)[7]

#### EPs
- A Heavy Metal Christmas (2012)
- A Heavy Metal Christmas Too (2013)
- Metal Knight (2014)

#### Singles
- "Let Legend Mark Me as the King" (2012)
- "The Ultimate Sacrifice" (2012)
- "Jingle Hell" (2013): número 18 na Billboard Hot 100, tornando Lee a pessoa mais velha a ter um hit no top 20.
- "Darkest Carols, Faithful Sing" (2014)

#### Rhapsody of Fire
- Symphony of Enchanted Lands II – The Dark Secret (2004), como narrador
- Triumph or Agony (2006), como narrador e Lothen
- The Frozen Tears of Angels (2010), como narrador e Lothen
- The Cold Embrace of Fear – A Dark Romantic Symphony (2010), como o Rei Mago
- From Chaos to Eternity (2011), como o Rei Mago
- The Eighth Mountain (2019), como narrador (lançamento póstumo)

#### Outras participações especiais
- The Avengers episódio "Never, never say die" (1967)
- The Wicker Man soundtrack (1973)
- Hammer Presents "Dracula" With Christopher Lee (EMI NTS 186 UK/Capitol ST-11340 USA, 1974)
- Space: 1999 episódio "Earthbound" (1975)
- The Soldier's Tale por Stravinsky, com Scottish Chamber Orchestra dirigida por Lionel Friend (Nimbus, 1986)
- Peter and the Wolf por Prokofiev, com English String Orchestra dirigida por Yehudi Menuhin (Nimbus, 1989)
- Annie Get Your Gun (1995)
- The Rocky Horror Show (1995)
- The King and I (1998)
- Musicality of Lerner and Loewe (2002)
- At Dawn in Rivendell (2003), The Tolkien Ensemble
- Leaving Rivendell (2005), The Tolkien Ensemble
- Edgar Allan Poe Projekt – Visionen (2006), recita o poema "O Corvo" e canta a música "Elenore"
- Battle Hymns MMXI (2010), Manowar álbum
- Fearless (2013)
- Hollywood Vampires (2015)